# 路海江
路海江（1962年11月—），男，汉族，河南长葛人。大学学历，中共党员。曾任河南省委党史研究室副主任，2020年10任中共河南省委党史研究室主任。